# Chikoti Chirwa
Chikoti Chirwa (Mzuzu, 9 marzo 1992) è un calciatore malawiano, centrocampista del Costa do Sol e della nazionale malawiana.

## Carriera

### Club
Ha giocato nella prima divisione malawiana.
Il 5 gennaio 2023 si trasferisce al Costa do Sol.

### Nazionale
Debutta con la nazionale malawiana il 29 marzo 2015 in occasione dell'amichevole pareggiata 0-0 contro la Tanzania.
Nel dicembre del 2021 viene incluso nella lista finale dei convocati della Coppa delle nazioni africane 2021.

## Statistiche
Statistiche aggiornate al 4 gennaio 2022.

### Cronologia presenze e reti in nazionale
| Cronologia completa delle presenze e delle reti in nazionale ― Malawi | Cronologia completa delle presenze e delle reti in nazionale ― Malawi | Cronologia completa delle presenze e delle reti in nazionale ― Malawi | Cronologia completa delle presenze e delle reti in nazionale ― Malawi | Cronologia completa delle presenze e delle reti in nazionale ― Malawi | Cronologia completa delle presenze e delle reti in nazionale ― Malawi | Cronologia completa delle presenze e delle reti in nazionale ― Malawi | Cronologia completa delle presenze e delle reti in nazionale ― Malawi |
| Data                                                                  | Città                                                                 | In casa                                                               | Risultato                                                             | Ospiti                                                                | Competizione                                                          | Reti                                                                  | Note                                                                  |
| --------------------------------------------------------------------- | --------------------------------------------------------------------- | --------------------------------------------------------------------- | --------------------------------------------------------------------- | --------------------------------------------------------------------- | --------------------------------------------------------------------- | --------------------------------------------------------------------- | --------------------------------------------------------------------- |
| 22-5-2015                                                             | Mwanza                                                                | Sudafrica                                                             | 2 – 1                                                                 | Malawi                                                                | Amichevole                                                            | -                                                                     | 79’                                                                   |
| 10-5-2015                                                             | Lusaka                                                                | Zambia                                                                | 2 – 0                                                                 | Malawi                                                                | Amichevole                                                            | -                                                                     |                                                                       |
| 29-3-2015                                                             | Mogwase                                                               | Tanzania                                                              | 1 – 1                                                                 | Malawi                                                                | Amichevole                                                            | -                                                                     | 58’                                                                   |
| 10-6-2017                                                             | Lilongwe                                                              | Malawi                                                                | 1 – 0                                                                 | Comore                                                                | Qual. Coppa d'Africa 2019                                             | -                                                                     |                                                                       |
| 25-6-2017                                                             | Moruleng                                                              | Tanzania                                                              | 2 – 0                                                                 | Malawi                                                                | Coppa COSAFA 2017 - 1º turno                                          | -                                                                     |                                                                       |
| 27-6-2017                                                             | Phokeng                                                               | Malawi                                                                | 0 – 0                                                                 | Mauritius                                                             | Coppa COSAFA 2017 - 1º turno                                          | -                                                                     |                                                                       |
| 29-6-2017                                                             | Phokeng                                                               | Malawi                                                                | 0 – 0                                                                 | Angola                                                                | Coppa COSAFA 2017 - 1º turno                                          | -                                                                     |                                                                       |
| 4-9-2017                                                              | Agadir                                                                | Togo                                                                  | 0 – 1                                                                 | Malawi                                                                | Amichevole                                                            | -                                                                     |                                                                       |
| 7-10-2017                                                             | Dar es Salaam                                                         | Tanzania                                                              | 1 – 1                                                                 | Malawi                                                                | Amichevole                                                            | -                                                                     | 98’                                                                   |
| 11-11-2017                                                            | Lilongwe                                                              | Malawi                                                                | 1 – 1                                                                 | Lesotho                                                               | Amichevole                                                            | 1                                                                     |                                                                       |
| 12-10-2018                                                            | Yaoundé                                                               | Camerun                                                               | 1 – 0                                                                 | Malawi                                                                | Qual. Coppa d'Africa 2019                                             | -                                                                     |                                                                       |
| 16-10-2018                                                            | Blantyre                                                              | Malawi                                                                | 0 – 0                                                                 | Camerun                                                               | Qual. Coppa d'Africa 2019                                             | -                                                                     | 62’                                                                   |
| 22-3-2019                                                             | Lilongwe                                                              | Malawi                                                                | 0 – 0                                                                 | Marocco                                                               | Qual. Coppa d'Africa 2019                                             | -                                                                     |                                                                       |
| 20-4-2019                                                             | Manzini                                                               | eSwatini                                                              | 0 – 0                                                                 | Malawi                                                                | Qual. CHAN 2020                                                       | -                                                                     |                                                                       |
| 11-5-2019                                                             | Blantyre                                                              | Malawi                                                                | 1 – 1                                                                 | eSwatini                                                              | Qual. CHAN 2020                                                       | -                                                                     |                                                                       |
| 30-5-2019                                                             | Umlazi                                                                | Mozambico                                                             | 1 – 1                                                                 | Malawi                                                                | Coppa COSAFA 2019 - 1º turno                                          | -                                                                     | 80’                                                                   |
| 4-6-2019                                                              | KwaMashu                                                              | Comore                                                                | 1 – 2                                                                 | Malawi                                                                | Coppa COSAFA 2019 - Semifinale                                        | 1                                                                     | 69’                                                                   |
| 7-6-2019                                                              | Durban                                                                | Sudafrica                                                             | 0 – 0 dts (5 - 4 dtr)                                                 | Malawi                                                                | Coppa COSAFA 2019 - Finale                                            | -                                                                     | 61’ 89’                                                               |
| 12-3-2020                                                             | Lusaka                                                                | Zambia                                                                | 1 – 0                                                                 | Malawi                                                                | Amichevole                                                            | -                                                                     | 46’                                                                   |
| 7-10-2020                                                             | Lusaka                                                                | Zambia                                                                | 1 – 0                                                                 | Malawi                                                                | Amichevole                                                            | -                                                                     | 46’                                                                   |
| 11-10-2020                                                            | Blantyre                                                              | Malawi                                                                | 0 – 0                                                                 | Zimbabwe                                                              | Amichevole                                                            | -                                                                     | 53’ 61’                                                               |
| 12-11-2020                                                            | Ouagadougou                                                           | Burkina Faso                                                          | 3 – 1                                                                 | Malawi                                                                | Qual. Coppa d'Africa 2021                                             | -                                                                     | 67’                                                                   |
| 9-7-2021                                                              | Port Elizabeth                                                        | Malawi                                                                | 2 – 2                                                                 | Zimbabwe                                                              | Coppa COSAFA 2021 - 1º turno                                          | -                                                                     | 76’                                                                   |
| 11-7-2021                                                             | Port Elizabeth                                                        | Mozambico                                                             | 2 – 0                                                                 | Malawi                                                                | Coppa COSAFA 2021 - 1º turno                                          | -                                                                     | 14’ 46’                                                               |
| 3-9-2021                                                              | Yaoundé                                                               | Camerun                                                               | 2 – 0                                                                 | Malawi                                                                | Qual. Mondiali 2022                                                   | -                                                                     | 51’                                                                   |
| 7-9-2021                                                              | Soweto                                                                | Malawi                                                                | 1 – 0                                                                 | Mozambico                                                             | Qual. Mondiali 2022                                                   | -                                                                     | 77’                                                                   |
| 11-10-2021                                                            | Cotonou                                                               | Costa d'Avorio                                                        | 2 – 1                                                                 | Malawi                                                                | Qual. Mondiali 2022                                                   | -                                                                     | 4’                                                                    |
| 13-11-2021                                                            | Soweto                                                                | Malawi                                                                | 0 – 4                                                                 | Camerun                                                               | Qual. Mondiali 2022                                                   | -                                                                     | 26’ 43’                                                               |
| 31-12-2021                                                            | Gedda                                                                 | Malawi                                                                | 2 – 1                                                                 | Comore                                                                | Amichevole                                                            | -                                                                     | 70’                                                                   |
| 24-3-2023                                                             | Il Cairo                                                              | Egitto                                                                | 2 – 0                                                                 | Malawi                                                                | Qual. Coppa d'Africa 2023                                             | -                                                                     |                                                                       |
| Totale                                                                |                                                                       | Presenze                                                              | 30                                                                    |                                                                       | Reti                                                                  | 2                                                                     |                                                                       |